# September 2012
Portal Geschichte | Portal Biografien | Aktuelle Ereignisse | Jahreskalender | Tagesartikel

◄ |
20. Jahrhundert |
21. Jahrhundert

◄ |
1980er |
1990er |
2000er |
2010er
| 2020er | 2030er | 2040er

◄ |
2008 |
2009 |
2010 |
2011 |
2012
| 2013 | 2014 | 2015 | 2016 | ►

◄ |
Juni 2012 |
Juli 2012 |
August 2012 |
September 2012 |
Oktober 2012 |
November 2012 |
Dezember 2012 |
►
Dieser Artikel behandelt tagesbezogene Nachrichten und Ereignisse im September 2012.

## Tagesgeschehen

### Samstag, 1. September 2012
- Wien/Österreich: Die Sicherheitsbehörden-Neustrukturierung tritt in Kraft. Künftig ist für jedes der neun Länder eine Landespolizeidirektion in der jeweiligen Hauptstadt zuständig. Dafür entfallen Sicherheitsdirektionen, Bundespolizeidirektionen und Landespolizeikommanden.[1]

### Montag, 3. September 2012
- Freetown / Sierra Leone: Nach dem Tod Hunderter an Cholera erkrankter Menschen ruft die Regierung den nationalen Notstand aus.[2]
- Latrun/Israel: Aus Protest gegen die Räumung einer illegalen jüdischen Siedlung im Westjordanland beschmieren Unbekannte das christliche Trappistenkloster mit anti-christlichen Parolen und legen am Eingang Feuer.[3]
- Rasŏn/Nordkorea: Der Taifun „Bolaven“ kostet 48 Personen das Leben, rund 21.000 Menschen sind obdachlos.[4]
- Şırnak/Türkei: Bei einer Schießerei zwischen der kurdischen Terrororganisation PKK und der türkischen Armee werden 30 Personen getötet.[5]
- Wahnheide/Deutschland: Bei einem Brand in einem Flugzeug der XL Airways Germany auf dem Flughafen Köln/Bonn werden elf Menschen verletzt.[6]

### Dienstag, 4. September 2012
- Damaskus/Syrien: Mehr als 100.000 Menschen sind nach Angaben der UN innerhalb eines Monats aus Syrien aufgrund der anhaltenden Kämpfe im Bürgerkrieg in Syrien geflohen.[7]
- Montréal/Kanada: Bei einer Schießerei einer Parti Québécois Wahlfeier der voraussichtlichen neuen Regierungschefin Pauline Marois in der Provinz Québec wird eine Person getötet und weitere schwer verletzt.[8]
- Orientale/DR Kongo: In der Provinz Orientale kostet der Ebolavirus bisher 14 Menschen das Leben.[9]

### Mittwoch, 5. September 2012
- Afyonkarahisar/Türkei: Bei einer Explosion eines Munitionsdepots der türkischen Armee werden 25 Soldaten getötet.[10]
- Fessenheim/Frankreich: Bei einem Störungsfall im Kernkraftwerk Fessenheim werden mehrere Menschen durch heißen Wasserdampf verletzt.[11]
- Jacó/Costa Rica: Vor der Westküste des Landes ereignet sich ein Erdbeben der Stärke 7,6; die Regierung ruft eine Tsunamiwarnung aus.[12]

### Donnerstag, 6. September 2012
- Frankfurt am Main / Deutschland: Die Europäische Zentralbank kündigt entgegen der Haltung der Deutschen Bundesbank durch Präsident Mario Draghi unbegrenzte Anleihe-Käufe in der Staatsschuldenkrise im Euroraum an.[13]
- Hamburg/Deutschland: Verleihung des Deutschen Radiopreises[14]
- Izmir/Türkei: 58 Kriegsflüchtlinge aus Syrien und dem Irak kommen beim Auflaufen eines Fischerbootes auf einen Felsen ums Leben.[15]

### Freitag, 7. September 2012
- Yên Bái/Vietnam: Bei einem Erdrutsch in einem Zinnerz-Bergwerk in der Provinz Yên Bái kommen 15 Menschen ums Leben.[16]

### Samstag, 8. September 2012

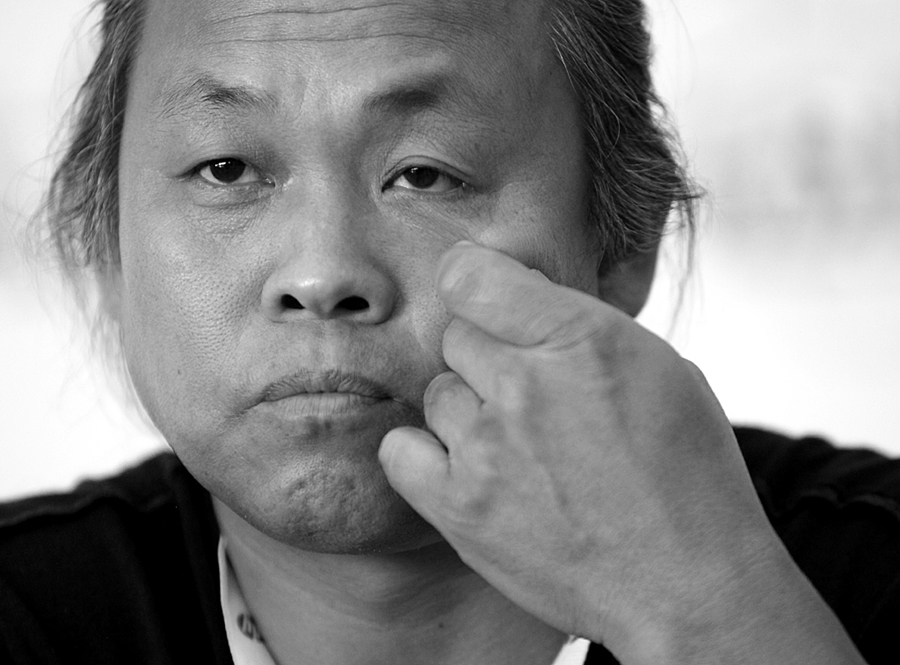
Kim Ki-duk

- Kabul/Afghanistan: Bei einem Selbstmordanschlag im Diplomatenviertel vor der NATO Zentrale werden sechs Menschen getötet und vier verletzt.[17]
- Venedig/Italien: Zum Ende der 69. Internationalen Filmfestspiele wird Kim Ki-duks Spielfilm Pieta mit dem Goldenen Löwen ausgezeichnet. Der Spezialpreis der Jury geht an den Österreicher Ulrich Seidl (Paradies: Glaube).[18]

### Sonntag, 9. September 2012

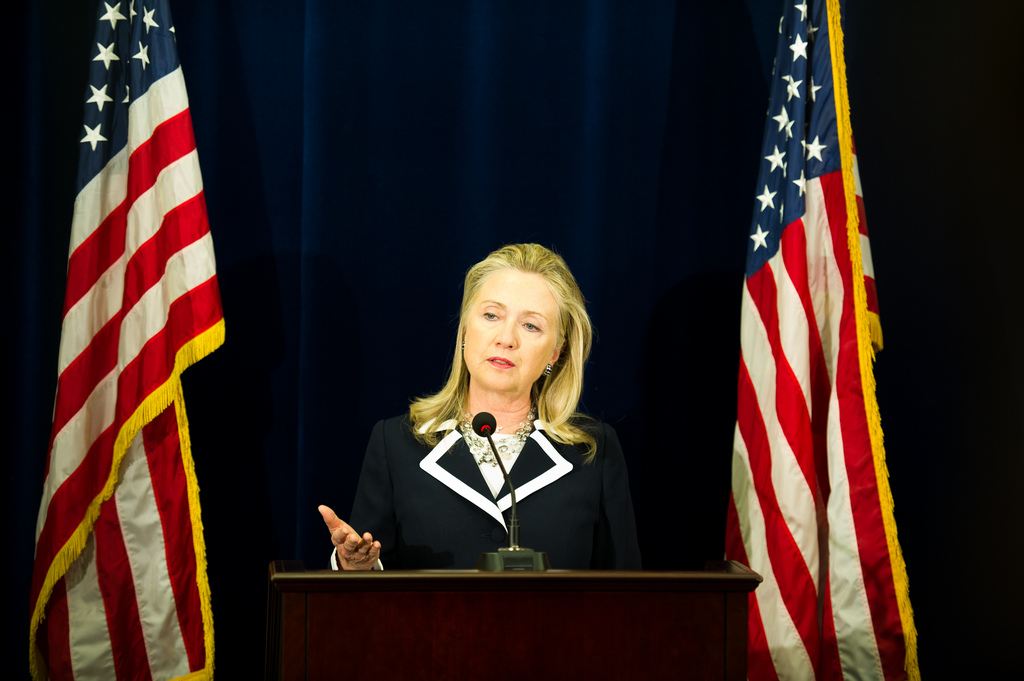
Hillary Clinton auf dem APEC-Gipfel

- London/Vereinigtes Königreich: Die XIV. Paralympischen Sommerspiele gehen zu Ende.[19]
- Wladiwostok/Russland: Auf dem 24. Gipfel der Asiatisch-Pazifischen Wirtschaftsgemeinschaft APEC verabschieden die Teilnehmer Initiativen zur Nachhaltigkeit. Das Fernziel der Mitglieder ist seit 1989 eine Freihandelszone.[20]

### Montag, 10. September 2012
- Istanbul/Türkei: Ende der Schacholympiade
- Mogadischu/Somalia: Der ehemalige Nationale Universitätsdekan Hassan Sheikh Mohamud wird in einer Stichwahl zum neuen Staatspräsidenten gewählt.[21]

### Dienstag, 11. September 2012
- Bengasi/Libyen: Bei einem Angriff auf das US-Konsulat sterben zwei Diplomaten, darunter der amerikanische Botschafter für Libyen John Christopher Stevens, sowie 2 CIA-Mitarbeiter.[22]
- Lahore/Pakistan: Bei einem Feuer in einer Schuhfabrik kommen 21 Mitarbeiter ums Leben.[23]

### Mittwoch, 12. September 2012
- Den Haag / Niederlande: Parlamentswahlen
- Karatschi/Pakistan: Bei einem Brand in der Textilfabrik Ali Enterprises kommen 265 Mitarbeiter ums Leben, 35 weitere werden schwer verletzt.[24]
- Tripolis/Libyen: Das Parlament wählt mit 96 von 190 abgegebenen Stimmen den Oppositionspolitiker Mustafa Abu Schagur zum Ministerpräsidenten.[25]

### Donnerstag, 13. September 2012

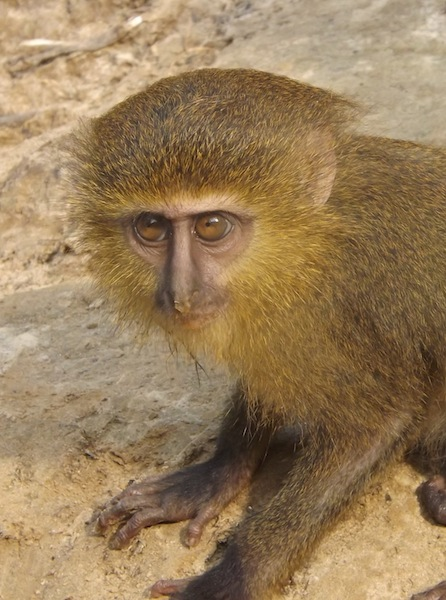
Jugendlicher Lesula

- Berlin/Deutschland: Bei Austritten von giftigen Substanzen werden im US-Konsulat in der Clayallee vier Personen leicht verletzt.[26]
- Republik Kongo: Forscher entdecken die Affenart Cercopithecus lomamiensis, die auch „Lesula“ genannt wird.[27]
- Sanaa/Jemen: Eine Gruppe von Demonstranten stürmt die US-Botschaft in der jemenitischen Hauptstadt und verletzt mehrere Sicherheitsbeamte.[28]

### Freitag, 14. September 2012
- Bengkulu/Indonesien: Ein Erdbeben der Stärke 6,3 hat die Nordwestküste von Sumatra erschüttert.[29]
- Berlin/Deutschland: 14. Verleihung der Metal Hammer Awards im Kesselhaus in der Kulturbrauerei.[30]
- Damaskus/Syrien: Bei Kämpfen und Razzien kamen vor der US-Botschaft 60 Demonstranten ums Leben.[31]
- Dehradun/Indien: 28 Menschen sind durch die Folgen schwerer Überschwemmungen und dadurch ausgelösten Erdrutschen im Bundesstaat Uttarakhand ums Leben gekommen.[32]
- Khartum/Sudan: 5000 aufgebrachte Demonstranten haben die deutsche und die britische Botschaft gestürmt und dabei mehrere Sicherheitsbeamte verletzt sowie die Gebäude in Brand gesteckt.[33]
- Tokio/Japan: Eineinhalb Jahre nach der Nuklearkatastrophe von Fukushima beschließt die japanische Regierung den schrittweisen Ausstieg aus der Kernenergie bis spätestens 2040.[34]
- Tunis/Tunesien: Bei einem Angriff auf die US-Botschaft werden drei Menschen getötet und 28 weitere verletzt.[35]

### Samstag, 15. September 2012
- Limburg/Niederlande: Beginn der 79. UCI-Straßen-Weltmeisterschaften
- Al-Arisch/Ägypten: Mehrere Bewaffnete greifen das Hauptquartier der Sicherheitskräfte im Nord-Sinai mit Panzerabwehrraketen an. Dabei werden mehrere Soldaten verletzt.[36]

### Sonntag, 16. September 2012
- Kadena/Japan: Der Taifun Sanba hat mit der Stärke der Kategorie-5, für Stromausfälle auf der Inselgruppe Okinawa gesorgt und mehrere Menschen verletzt.[37]

### Montag, 17. September 2012
- München/Deutschland: Der Deutsche Eishockey Bund ernennt den Italiener Pat Cortina von EHC München, zum neuen Bundestrainer und DEB-Sportdirektor.[38]

### Dienstag, 18. September 2012
- Nanterre/Frankreich: Das Tribunal d’instance hat weitere Veröffentlichungen der Oben-ohne-Fotos von Catherine, Duchess of Cambridge verboten.[39]
- Sul/Südsudan: Bei einer gescheiterten militärischen Übung auf dem Nil sind 27 Soldaten der sudanesischen Volksbefreiungsarmee im Feuer eigener SPLA Mitglieder erschossen worden.[40]

### Mittwoch, 19. September 2012
- Paris/Frankreich: Das französische Satiremagazin Charlie Hebdo veröffentlicht Mohammed-Karikaturen. Die französische Regierung schließt daraufhin Botschaften in 20 Ländern vorübergehend.[41]
- Sipangkot/Philippinen: Sieben Passagiere sind beim Kentern der Fähre Sirana bei schwerer See ums Leben gekommen.[42]
- Marikana/Südafrika: Nach einer zugesagten Lohnerhöhung und Bonuszahlung haben die Bergarbeiter im südafrikanischen Marikana ihren Streik, in dessen Verlauf mehr als 40 Menschen getötet wurden, für beendet erklärt.[43]

### Donnerstag, 20. September 2012
- Mogadischu/Somalia: Bei einem Anschlag auf ein Luxusrestaurant werden 14 Menschen getötet und 20 weitere verletzt.[44]

### Freitag, 21. September 2012

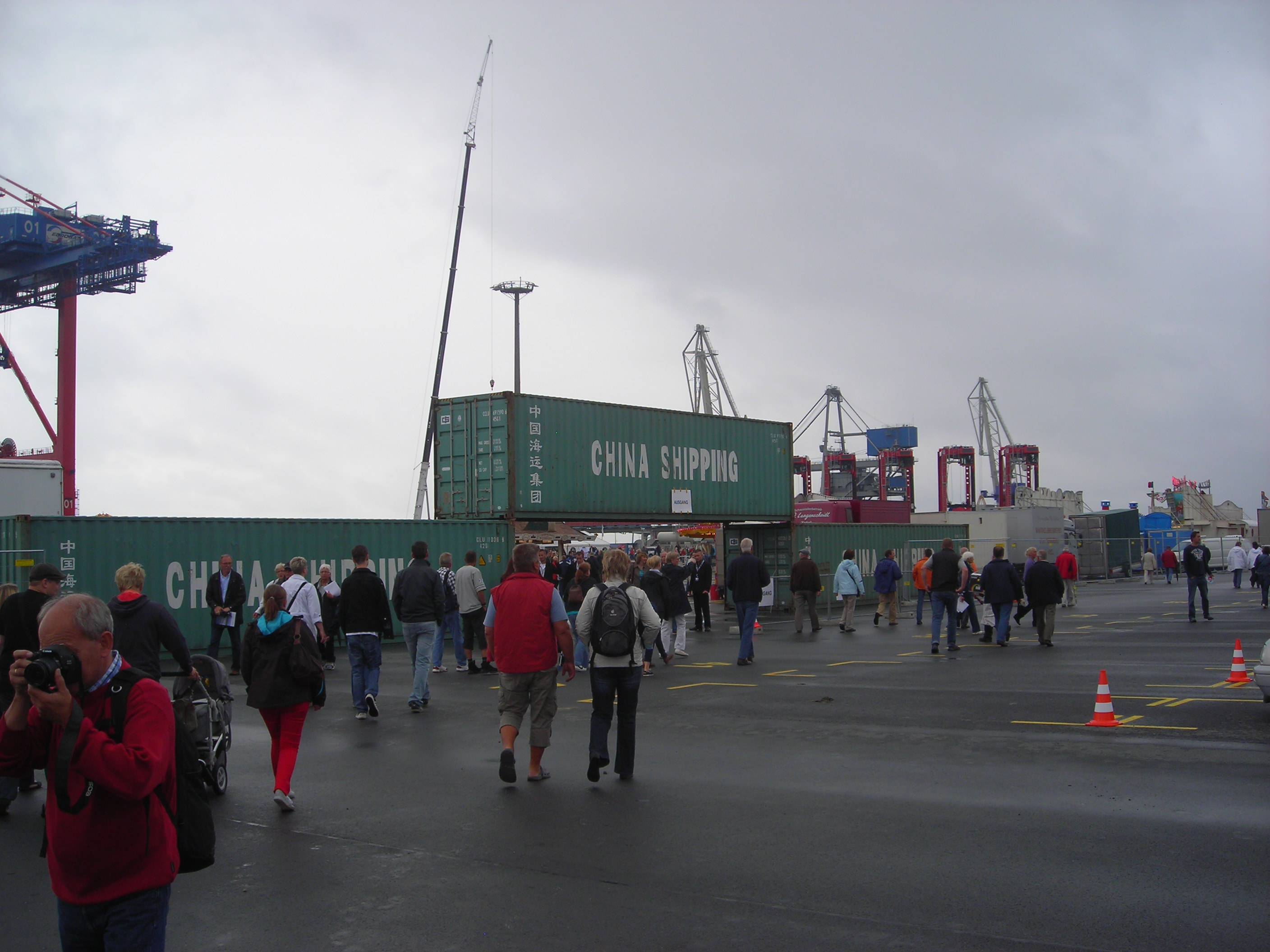
Jade-Weser-Port

- Baden-Baden/Deutschland: Das Landgericht Baden-Baden hat den NS-Arzt Aribert Heim für tot erklärt und das Strafverfahren eingestellt.[45]
- Istanbul/Türkei: Mehr als 300 Armeeangehörige sind in Istanbul zu langjährigen Haftstrafen verurteilt worden. Das Strafgericht sieht es als erwiesen an, dass die Militärs 2003 unter dem Codenamen „Operation Vorschlaghammer“ einen Bombenanschlag auf zwei Moscheen geplant haben. Um die Unruhe in der Bevölkerung anzustacheln, die einen Putsch begünstigt, sollte außerdem ein türkischer Kampfjet über griechischem Luftraum abgeschossen werden.[46]
- Madrid/Spanien: Bei einer Massenpanik im Rahmen des Musikfestivals MTV Beach werden 60 Menschen leicht verletzt.[47]
- Wilhelmshaven/Deutschland: Der Tiefwasserhafen Jade-Weser-Port wird in Betrieb genommen.[48]

### Samstag, 22. September 2012
- Brüssel/Belgien: Die Federale Politie hebt ein radikalislamisches Netzwerk aus, die junge Männer in Terrorcamps nach Somalia schickt.[49]
- Dhaka/Bangladesch: Bei Ausschreitungen während einer Innocence-of-Muslims-Demonstration zwischen der Polizei und Muslimen kommen 20 Menschen ums Leben und zahlreiche weitere werden verletzt.[50]

### Sonntag, 23. September 2012

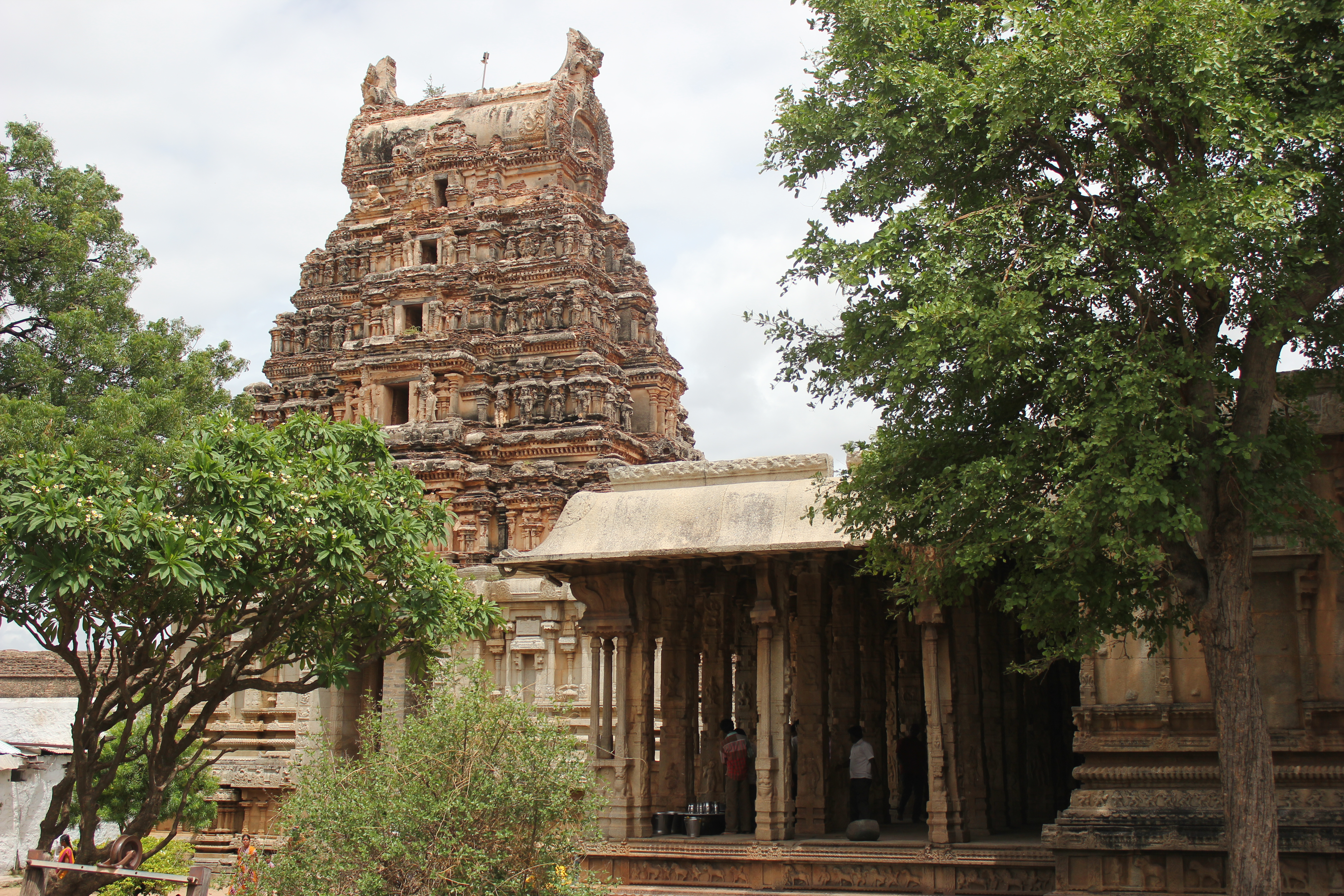
Tempel und Mandapa in Hampi

- Bauchi/Nigeria: Vor einer Kirche sprengt sich ein Selbstmordattentäter der Boko Haram in die Luft, zwei weitere Menschen sterben und 45 werden verletzt.[51]
- Ballari/Indien: Eine Gruppe Schatzjäger zerstört die viereinhalb Meter hohe Mandapa-Säulenhalle vor dem Tempel Malyavanta auf dem Gelände der UNESCO-Weltkulturerbestätte Hampi.[52]
- Gandaki/Nepal: Beim Abgang eines Lawinenbretts am Manaslu im Himalaya sterben neun Bergsteiger und zehn weitere werden verletzt.[53]
- Limburg/Niederlande: Ende der 79. UCI-Straßen-Weltmeisterschaften
- Los Angeles/Vereinigte Staaten: 64. Emmy-Verleihung
- Minsk/Belarus: Die Parlamentswahl in Belarus 2012 findet statt.

### Montag, 24. September 2012
- Gangtok/Indien: Durch einen Monsunregen ist der Fluss Brahmaputra in den Bundesstaaten Sikkim, Assam und Arunachal Pradesh übergetreten, er kostete dabei 27 Menschenleben.[54]
- Mir Ali/Pakistan: Bei einem US-Drohnenangriff in Nord-Wasiristan wurde Al-Qaida-Anführer Abu Kasha al-Iraqi und fünf weitere Terroristen getötet.[55]
- Rom/Italien: Renata Polverini (PdL) tritt aufgrund einer Korruptionsaffäre als Präsidentin der Region Latium zurück.[56]

### Dienstag, 25. September 2012
- Tunceli/Türkei: Bei einem Anschlag der PKK werden in Ostanatolien sieben Soldaten getötet.[57]

### Mittwoch, 26. September 2012
- Kiew/Ukraine: Bei einer Schießerei in einem Einkaufszentrum werden drei Menschen getötet.[58]
- Los Cabos/Mexiko: Ein Erdbeben der Stärke 6,2 erschüttert die Halbinsel Baja California Sur und beschädigt einige Gebäude.[59]
- Stillwater/Vereinigte Staaten: Bei einer Schießerei in der Stillwater Junior High School in Oklahoma wird eine Person getötet.[60]

### Donnerstag, 27. September 2012
- Sendai/Japan: Die wegen sechsfachen Ritualmordes verurteilte Sektenführerin Sachiko Eto wird hingerichtet durch den Strang.[61]
- Stockholm/Schweden: Der „Alternative Nobelpreis“ (offiziell: The Right Livelihood Award) wird dieses Jahr u. a. an die afghanische Ärztin Sima Samar für die medizinische Versorgung armer Menschen verliehen werden.[62]

### Freitag, 28. September 2012
- Kathmandu/Nepal: Beim Absturz eines Flugzeugs von Sita Air sterben alle 16 Passagiere und 3 Besatzungsmitglieder an Bord.[63]

### Samstag, 29. September 2012
- Stuttgart/Deutschland: Bei der Ausfahrt aus dem Stuttgarter Hauptbahnhof entgleist der Intercity IC 2312 der Deutschen Bahn, mehrere Personen werden verletzt.[64]

### Sonntag, 30. September 2012
- Aleppo/Syrien: Bei Gefechten wird der zum Weltkulturerbe gehörende Basar von Suk al-Madinaseien zerstört.[65]
- Cox’s Bazar/Bangladesch: Bei Brandanschlägen auf zehn buddhistische Tempel und mehreren Wohnhäusern wurden 20 Menschen verletzt.[66]
- Okinawa/Japan: Durch den Taifun „Jelawat“ sind zwei Menschen getötet und weitere 181 Menschen verletzt worden.[67]
- Popayán/Kolumbien: Ein Erdbeben der Stärke 7,1 hat die Provinz Cauca erschüttert und mehrere Gebäude beschädigt.[68]
- Pullach/Deutschland: Der Bundesnachrichtendienst prognostiziert in einem Bericht an die Bundesregierung, dass Afghanistan nach dem Abzug der westlichen Alliierten zu einem instabilen Land werde. 35.000 dauerhaft präsente Sicherheitskräfte von außerhalb seien notwendig, um die Lage einigermaßen zu stabilisieren.[69]